# حميد منصور
حميد منصور هو مطرب عراقي اشتهر خلال فترة السبعينات والثمانينات، من مواليد عام 1945 ، يقطن في محافظة الديوانية ، تخرج عام 1970 من كلية الزراعة وعمل مهندساً زراعياً لغاية عام 1984.

## عن حياته
حميد منصور مُطْرِب من عقد السبعينيات التي تألّقَ فيها الكثير من المُطْربين و المُطْربات في العراق، وقد قدَّمَ حميد منصور مجموعة جميلة من الأغاني كما أدى أيضًا أغاني شعبيّة كثيرة. ويمتاز الفنان حميد منصور بصوتٍ دافِئ رخيم وبإنتقاء مُمْتاز للكلمات التي يُغنيها.

## الأغاني
- يم داركم
- يالداركم معمورة
- سلامات (من كلمات الشاعر العراقي الراحل كاظم الرويعي)
- خاله شكو
- الله ما يقطع حبيبي
- أخاف أحجي وعلي الناس يحجون
- اعذرك ليش
- ذكرك بيا
- انتظرتك
- تعال
- توصيني
- يامعزهم
- لاياروحي
- يا تين يا ناعم
- بالله ياصاحبي * تفرحون افرحلكم * يا هوى الهاب *
- جيت يهل الهوى